# Krasny Bierah (obwód witebski)
Krasny Bierah (biał. Красны Бераг; ros. Красный Берег, Krasnyj Bierieg) – wieś na Białorusi, w obwodzie witebskim, w rejonie orszańskim, w sielsowiecie Wuscie, przy linii kolejowej Orsza – Mohylew.